# Cilla Naumann
Cilla Naumann, född 16 juli 1960, är en svensk författare och journalist. 
Cilla Naumann debuterade 1995 med Vattenhjärta som belönades med Katapultpriset för årets bästa debut. Det stora genombrottet kom med romanen Dom från år 2000. Den handlar om ett välbeställt gift par vars son blir misstänkt för mord och har utkommit i översättning i flera länder. År 2008 tilldelades hon De Nios Vinterpris. Året därpå utkom den kritikerrosade romanen I cirklarna runt. Hon har blivit nominerad till Augustpriset två gånger, för ungdomsromanen Kulor i hjärtat 2009 och för romanen Springa med åror 2012. Hon har också nominerats två gånger till Sveriges Radios romanpris,  för "Dom" 2000 och för "Bära barnet hem" 2016.

## Priser och utmärkelser
- 1996 – Katapultpriset för Vattenhjärta
- 1997 – Albert Bonniers stipendiefond för yngre och nyare författare
- 2008 – De Nios Vinterpris
- 2010 – Nils Holgersson-plaketten
- 2013 – Stiftelsen Natur & Kulturs arbetsstipendium
- 2014 – Svenska Akademien Lena Vendefelts minnesfond

## Övrigt
- Manus till novellfilmen "Sent i mars", 1991. Regi: Nicole Pergament. Med Gunnel Lindblom, Oda Ellensdotter, Maria Ericson
- Manus till novellfilmen "Blindgångare", 2005. Regi: Pernilla August. Med Jacob Ericksson, Angela Kovacs, Sanna Ekman m fl
- Sommarvärd SR P1, 2001
- "Lära sig", Novellix, 2011. "The lesson", övers. Saskia Vogel, Readux, Berlin 2013
- Sveriges Radios Novellpristävling 2013, "Här börjar parken", inläsning Pernilla August.
- Radioföljetong Barnradion P4, 2014, "Solvargen".
- Manus till novellfilmen ”Scener ur natten”, 2018. Regi:Pernilla August.
- Översättningar från norska, bland andra Marie Aubert, Geir Gulliksen, Torborg Nedreaas.